# Psychologie und Psychotherapie im Nationalsozialismus
Die deutsche Psychologie in der NS-Zeit war ganz wesentlich von der herrschenden Ideologie bestimmt. Die führenden Psychologen in Deutschland in der Zeit zwischen 1933 und 1945 engagierten sich in erheblichem Ausmaß im NS-Regime und verflochten in vielen Fällen ihre eigene Arbeit mit rassenideologischen Gedanken.

## Vertreibung und Gleichschaltung
Durch das am 7. April 1933 erlassene Gesetz zur Wiederherstellung des Berufsbeamtentums wurden bis dahin führende Forscher jüdischer Herkunft beziehungsweise ideologisch ‚unzuverlässige‘ Hochschullehrer zwangspensioniert und entlassen: Hierzu gehörten unter anderem William Stern, Max Wertheimer, Otto Selz, Wolfgang Köhler, Gustav Kafka. Noch vor diesem Gesetz schieden William Stern, David Katz und Karl Bühler aus dem Vorstand der Deutschen Gesellschaft für Psychologie (DGfP) aus, die nun unter Führung politisch angepasster Funktionäre gestellt wurde (ab 1933 Felix Krueger, Walther Poppelreuter, Narziß Ach und Otto Klemm). Vorsitzende der DGfP wie Erich Jaensch und später Oswald Kroh bekannten sich nach 1933 explizit zur NS-Ideologie.
Viele vorwiegend jüdische Forscher, vor allem der Gestaltpsychologie (Berliner Schule), und Psychoanalyse zugerechnete, emigrierten in die USA und kehrten nach Neugründung der Deutschen Gesellschaft für Psychologie im Jahr 1948 nicht mehr zurück, sondern bestimmten die weitere Entwicklung der Psychologie in den Vereinigten Staaten. Zu den prominentesten Namen gehören Kurt Lewin, der seiner Entlassung durch Niederlegung der Lehrbefugnis zuvorkam, sowie Max Wertheimer und Karl und Charlotte Bühler.
Otto Selz (Mannheim) wurde im holländischen Exil verhaftet und im Vernichtungslager Auschwitz ermordet. Kurt Huber (München) wurde 1944 wegen seines Engagements für die ‚Weiße Rose‘ hingerichtet.

## Psychologie unter dem Regime
Eine vom NS-Regime – wie auch gleichzeitig etwa in den USA, der Sowjetunion und Großbritannien – in besonderem Maße geförderte Strömung der Psychologie war die Untersuchung von Wehrdienstanwärtern beziehungsweise Soldaten. Dieser Förderung ist eine Weiterentwicklung einer Reihe von messpsychologischen beziehungsweise empirischen Methoden zu „verdanken“. In allen anderen Bereichen hat sich die offiziell betriebene Psychologie in Deutschland zwischen 1933 und 1945 jedoch der NS-Ideologie angepasst und diese in vielen Fällen sogar verteidigt.
Während der NS-Zeit lässt sich die offizielle Psychologie in Deutschland im Wesentlichen in Charakterologie und Typenlehren einteilen. Typologische Theorien versuchen, Menschen nach ihren vorherrschenden Eigenschaften oder Merkmalen zu ordnen und Menschen mit ähnlichen Eigenschaften in ‚Typen‘ zu ordnen. Charakterologen hingegen befassen sich eher mit dem besonderen Eigenschaftsgefüge von Individuen. Beide Strömungen vertraten teils sehr gegensätzliche Auffassungen. In vielen Fällen kam es jedoch zu einer Überbetonung der erblichen Komponente beim Erwerb von Verhalten entsprechend der NS-Rassenideologie. Generell herrschte ein Methodenpluralismus – experimentelles Vorgehen und theoretische Ableitungen unterschieden sich teilweise stark.
Gemeinsam war allen Strömungen jedoch im Wesentlichen die Absicht der ‚Ethnologisierung‘ der Psychologie. Wie in der zeitgenössischen Philosophie – zum Beispiel bei Plessner oder Scheler – war man bestrebt, ein umfassendes Gesamtbild des Menschen nach ethnologischen Gesichtspunkten einzuordnen. Ganzheitspsychologische Thesen wurden zum Beispiel durch Friedrich Sander im Sinne der NS-Staatslehre ‚auf das Volksganze‘ ausgelegt. Wolfgang Metzger unternahm den Versuch einer politischen Anpassung der Gestaltpsychologie.

## Einfluss nach dem Krieg
Die größtenteils nicht empirisch bestätigte und ideologisch verfälschte Psychologie der NS-Zeit verlor dann auch sehr rasch nach 1945 an Einfluss. Die meisten der oben aufgeführten Theorien (ausgenommen die Gestaltpsychologie) finden heute kaum noch Erwähnung in der Psychologie – es sei denn in Beiträgen zur Historie.
Anders als den psychologischen Theorien erging es hingegen den meisten führenden Psychologen der NS-Zeit nach 1945: Viele von ihnen lehrten ohne Einschränkung noch in den siebziger Jahren an deutschen Hochschulen.
siehe auch: Medizin im Nationalsozialismus